# 神奇侠侣
《神奇侠侣》（英語：Mr. & Mrs. Incredible）是一部2011年的古装喜剧片，导演谷德昭，主演吴君如、古天乐、文章、李沁。

## 剧情
“囧囧侠”和“香香侠”是名震江湖的大侠情侣，两人隐居已经数年，但是仍然耐不住寂寞，武林大会的召开给了两人机会可以复出，由此他们也展开了一段正邪较量的事迹。

## 演出
| 演员     | 角色              | 备注                                                                                                   |
| 古天樂   | 冏冏俠（李炯辰）  | 最強招式：炯炯眼，退休十年，擔任村裡保長                                                               |
| 吳君如   | 香香俠（鄭依婷）  | 招式：插眼、波羅蓋、頂肺；最強招式：香香神功，退休十年                                                 |
| 文章     | 皇帝（甄皇）      | 喜歡藍鳳凰，但屢遭拒絕                                                                                 |
| 杜汶泽   | 家暴男            | 香香俠回憶十年前為婦女聲張正義的家暴男，後中香香神功                                                   |
| 李沁     | 藍鳳凰            | 冏冏俠回憶十年前除四大害蟲情景時，送冏冏俠風車的女孩。十年後於武林大會現身，為無影門女弟子，崇拜冏冏俠 |
| 王柏杰   | 百曉生            | 修煉吸星大法，天狗食日之時，吸取五大掌門及神奇俠侶的武功，後因吸取千年樹樹根，變為一顆精華石           |
| 何雲偉   | 螞蟻              | 四大害蟲之一，第一個被冏冏俠打倒                                                                       |
| 大张伟   | 白鹤甲            | 與白鶴乙爭鬥                                                                                           |
| 王文博   | 白鹤乙            | 與白鶴甲爭鬥                                                                                           |
| 二手玫瑰 | 五大掌门          | 分别饰演五大掌门                                                                                       |
| 李菁     | 藥鋪店主/房地產商 | |

## 制作
该片是贺岁片。
在预告片里，古天乐和吴君如秀太空步。
片中，吴君如饰演“上得了厅堂，下得了厨房，鬥得过小三，翻得了围墙”的女汉子，同时有搞笑片段，钻研房中术。

## 外部連結
- 香港影庫上《神奇侠侣》的資料（繁體中文）
- 開眼電影網上《神奇侠侣》的資料（繁體中文）
- 豆瓣电影上《神奇侠侣》的資料 （简体中文）
- 时光网上《神奇侠侣》的資料（简体中文）
- AllMovie上《神奇侠侣》的资料（英文）
- 爛番茄上《神奇侠侣》的資料（英文）
- 互联网电影数据库（IMDb）上《神奇侠侣》的资料（英文）